# Державна премія Білорусі в галузі літератури, мистецтва і архітектури
Державна премія Республіки Білорусь в галузі літератури, мистецтва і архітектури — державна премія Білорусі, що є вищим визнанням заслуг діячів літератури, мистецтва і архітектури перед суспільством і державою.

## Підстави для нагородження
Присуджується за талановиті, глибокі за змістом і відмінні за формою твори літератури, образотворчого мистецтва, архітектури, театральні постановки, кінофільми, музичні твори, за видатні досягнення виконавської майстерності, що мають естетичну цінність і вносять значний внесок у білоруську національну культуру, розвиваючі художні традиції і сприяючі встановленню загальнолюдських цінностей та ідей гуманізму, а також за масштабні публікації в галузі журналістики, видатні дослідні роботи в галузі літературознавства та мистецтвознавства, теорії та історії мистецтва.

## Кількість премій
Державні премії присуджуються один раз на два роки (кожен парний рік) у такій кількості:
- за твори поезії та драматургії — одна премія імені Янки Купали;
- за твори прози, роботи в галузі літературознавства та критики — одна премія імені Якуба Коласа;
- за твори літератури і мистецтва для дітей та юнацтва — одна премія;
- за роботи в галузі художньої публіцистики (література, мистецтво) — одна премія імені Кастуся Калиновського;
- за значні роботи в галузі журналістики — одна премія;
- за музичні твори великих і малих форм, а також за концертно-виконавську діяльність — дві премії;
- за широко визнані роботи режисерів, диригентів, балетмейстерів, хормейстерів, артистів, художників, сценаристів, композиторів і драматургів, операторів у постановках театрів, кіностудій, на телебаченні і радіо — дві премії;
- за твори живопису, скульптури, графіки, монументально-декоративного і прикладного мистецтва — дві премії;
- за твори дизайну, в тому числі за найкращі дизайнерські роботи зі створення нових зразків промислових виробів з високими естетичними і споживчими характеристиками, що мають важливе значення для вирішення соціально-економічних проблем республіки — одна премія;
- за оригінальну архітектуру цивільних, промислових споруд у місті і на селі — одна премія;
- за дослідження з теорії та історії мистецтва і архітектури, а також підручники та навчальні посібники для установ, що забезпечують отримання середньої спеціальної та вищої освіти в галузі архітектури та мистецтва — одна премія.

## Порядок присудження
Підготовка пропозицій про присудження Державних премій Республіки Білорусь покладається на Комітет з Державних премій Республіки Білорусь.
Комітет формується з великих керівників, фахівців-практиків, видатних вчених, майстрів літератури, мистецтва, архітектури. Склад Президії Комітету і двох підкомітетів затверджується Президентом Республіки Білорусь.
Державна премія присуджується одному претендентові або колективу претендентів, що складається не більше ніж з трьох чоловік, творчий внесок яких у роботу, висунуту на здобуття Державної премії, є найбільш значним.
Не допускається включення до колективу претендентів Державної премії осіб, які здійснювали у процесі виконання роботи тільки адміністративні, консультативні або організаційні функції.

## Нагородження
Особі, якій присуджено Державну премію, присвоюється звання лауреата Державної премії і вручаються Почесний знак лауреата Державної премії, Диплом лауреата Державної премії та грошова винагорода у розмірі 3500 базових величин.
Президент Республіки Білорусь вручає лауреатові Державної премії Почесний знак та Диплом.
У разі присудження Державної премії колективу авторів звання лауреата Державної премії присвоюється кожному з авторів, грошова частина премії ділиться між ними в рівних частках, а Почесний знак та Диплом вручаються кожному лауреату.